# Малев
Унгарските авиолинии „Малев“ (на унгарски: Magyar Légiközlekedési Vállalat) е бившият национален авиопревозвач на Унгария. Авиокомпанията е със седалище в Будапеща, извършва полети до 50 града в 34 държави.
Първите самолети постепенно са заменени с по-модерни като ИЛ-14 и ИЛ-18 и нови международни линии са открити до градове в Европа, Северна Африка и Средния Изток.
Нова ера за Малев настъпва през 1988 г. с придобиването на първия Боинг 737. Появата на самолетите на Малев на международните летища е съпроводено с прякора „сините носове“. От 1992 година Малев изпълнява редовен полет до Ню Йорк със самолет Боинг 767.
Няколко особени събития внасят колорит в повече от половин вековната история на авиокомпанията. Най-необичайните пътници на Малев са делфин, превозен през 1960 г. и неотдавна лъв, транспортиран до Бангкок. В началото на 1990-те години на борда на самолет Ту-154 на Малев е извършена сватбена церемония, а един от полетите на авиокомпанията до Кипър е използван като декор на театрална премиера.
На 3 февруари 2012 г. авиокомпания Малев спира да извършва полети поради липса на ликвидност.

## Начало
Унгарската гражданска авиация води началото си от авиокомпании като Aero Rt. (основана през 1910 г.), Magyar Æeroforgalmi Rt.. (Mefort) и Magyar Légiforgalmi Rt. (MALÉRT (mɒleːrt)). Повсеместното опустошение в резултат на Втората световна война принуждава тези авиокомпании да преустановят дейността си през 1940 – 44 г., и в крайна сметка са заменени от Maszovlet като национална авиокомпания след войната. Maszovlet е основан на 29 март 1946 г. като „Унгарско-съветска съвместна акционерна компания за граждански въздушен транспорт“ (Magyar-Szovjet Polgári Légiforgalmi Rt., известна като MASZOVLET). Тя представлява сливане между Malert, Maefort и унгарската част на Аерофлот.
Първоначално въздушният флот се състоеше от 21-местни пътнически самолети Ли-2 (лицензиран DC-3) и 3-местен По-2 „въздушно такси“, използвани главно за пренасяне на въздушна поща, като чувалите с пощата са били хвърляни от самолета, когато прелита над местоназначението. През 1950 г. операционната база на Malév се премества от Будаорс (Budaörs) на новооткритото летище Ферихед (Ferihegy), което е основното летище в Унгария.
На 25 ноември 1954. Унгария придобива всички съветски акции на MASZOVLET и компанията е преименувана на MALÉV. В края на 1950-те години са придобити нови самолети Илюшин (Ил-14) с два турбовитлови двигатели. Редовните линии са разширени, кат оса добавени полети до близките страни. След 1965 г. са придобити „Илюшин Ил-18“ с четири турбовитлови двигатели, а през следващата 1968 г. са закупени реактвните Туполев Ту-134 от Съветския съюз, което позволява полети в цяла Европа и Близкият изток.
Още преди политическите промени на 1989 и идването на демокрацията, Malév започва постепенно да премахва своите самолети съветско произвоздство, които са изостанали както от технологична гледна точка, така и като дизайн и комфорт, и не отговарят на екологичните стандарти. Така, на 18 ноември 1988 г. е въведен в експлоатазия първият западен самолет на авиокомпанията, Боинг 737 – 200. По този начин Malév става втората авиокомпания от тогавашните комунистически страни от СИВ в Централна Европа, които оперират със западни самолети. (Румънските авиолинии TAROM започват да използват британски BAC 1 – 11 през 1968 г. и Боинг 707 през 1974, а полската LOT е третата със своя Боинг767-300, влязъл в експлоатация през април 1989 г.).
Логото на авиокомпанията е създадено от известния унгарски графичен дизайнер Ласло Зóтер (László Zsótér) през 1986 и последователно прието през следващите години.

### Модернизиране: 1990 – 2007 г.
Последният „Туполев Ту-154“ е изтеглен от употреба през 2001 г. През 2003 г., MALÉV започва замяната на Боинг 737 класик със самолети Боинг 737 следващо поколение, общо 18 машини от този тип, както и 4 Bombardier-8 Q-400 за маршрути на къси разстояния.
От 1999 до 2007, унгарската държавна приватизационния компания (Állami Privatizációs és Vagyonkezelő Rt, ÁPV) притежава 99,5% от акциите на Malév. Другите 0,5% са в ръцете на малките акционери. ÁPV многократно се опитва да приватизира Malév, като накрая продава авиокомпанията на руския алианс AirBridge, със собственици Борис и Александр Абрамович (нямат връзка с Роман Абрамович), включващ няколко руски авиолинии и летище Домодедово.

### В частни ръце: 2007 – 2011 г.
AirBridge придобива 99,9% от авиокомпанията през февруари 2007 г. Към 31 декември 2007 г. персоналът наброява 1785 души.
Въпреки предложението на Чешките авиолинии, ЧСА, да спонсорират Malév като асоцииран член на Алианса SkyTeam, и споразуменията на Malév за обмен с няколко авиопревозвачи от SkyTeam, Malév се присъединява към друг алианс, Oneworld на 29 март 2007.
На 12 юли 2007. за изпълнителен директор на MALÉV е назначен Лойд Пакстън. Той замества Янош Гьонци, който остава в Съвета на директорите като съветник. Пакстън е работил повече от 35 години в British Airways и известно време – с Air Astana, и е първият управител на MALÉV, който идва от отрасъла на гражданското въздухоплаване. Само два месеца по-късно Пакстън се оттегля като изпълнителен директор на MALÉV, и е заменен от Пьотр Леонов, а през януари 2009., председател на Борда на директорите става друг руснак – Анатолий Борисович Бало, който идва от руската Внешекономбанк.
На 18 март 2009 г. руската държавна Внешекономбанк придобива миноритарен дяло от 49% в AirBridge, която притежава акциите на борещата се за оцеляване авиокомпания. Мажоритарният от 51% остава унгарска собственост. Контролът върху управлението е поет от Рускитге авиолинии Аерофлот. Мартин Гаус, бивш изпълнителен директор на немската нискотарифна компания DBA и Cirrus Airlines, както и пилот на Боинг 737, е избран за изпълнителен директор на 15 април 2009 г. По време на неговото управление MALÉV постига коефициент на натоварване над средния за отрасъла сред „традиционните“ авиокомпании, сравним с този на нискоразходите авиокомпании. Една от причините за оттеглянето на Гаус като главен изпълнителен директор на MALÉV е таванът, установен от новоизбраното през 2010 г. правителство на Виктор Орбан, от €8000 брутна заплата (прибл €5000 нето) за всички мениджъри, управляващи държавни компании.
Авиокомпанията е ренационализирана през февруари 2010 г., като унгарското правителство създава холдингово дружество MNV, което придобива 95 процента от авиокомпанията. Останалите 5% остават у AirBridge. През декември 2010. Европейската комисия започна разследване на незаконно държавно субсидираде на Malév.
На 9 януари 2012 г. Европейският съюз се произнася, че държавната помощ, получена от MALÉV, е незаконна и осъжда Унгария да я възстанови за сметка на дружеството. Европейската комисия разпорежда на MALÉV да изплати и всички различни форми на държавна помощ, получени от 2007 до 2010, общо 38 млрд. форинта (€130 млн.; $171 млн.) – сума, равна на целия приход на дружеството за 2010 г. В края на януари 2012 г. MALÉV обявява, че вече не е в състояние да финансира собствените си операции и иска още субсидии от унгарското правителство. След като два самолета на компанията са конфискувани на чуждестранни летища, MALÉV незабавно прекратява всички полети на 3 февруари 2012 г., след 66 години непрекъсната работа. Общите дългове на авиокомпанията възлизат на 60 милиарда форинта (US $270.5 милиона) към момента на закриването – настъпило в 6 ч. западноевропейско време на 3 февруари 2012 г.
На 14 февруари 2012. Градският съд на Будапеща обявява MALÉV ЕООД в несъстоятелност.
Преди закриването си авиокомпанията има 2600 служители и почти половината от въздушния трафик на летище „Ференц Лист“ в Будапеща (бившето Ферихед). През 2011 г. около 40% от приходите на главното летище на Будапеща произичат от дейностите на Malév, като през същата година авиокомпанията обслужва 3, 2 милиона пътници.
Унгария остава де юре без национален превозвач след фалита на Malév през 2012 г. Но унгарската нискарифтна авиокомпания Wizz Air, основана през 2003., непрекъснато се разширява и според изпълнителния директор на Wizz Air Йосиф Варади се превръща в „де факто национален превозвач“ на Унгария.

## Дестинации
Унгарските авиолинии MALÉV предлагат редовни полети по около 50 дестинации до 34 страни в Европа и Близкия изток; както и чартърни полети. Прекратени са полетите до Африка, Източна Азия и Северна Америка. MALÉV лети в сътрудничество с българските авиолинии Балкан до София и Варна, а през летния сезон – и до Бургас. Полетите Будапеща-Торонто и Будапеща-Ню Йорк (летище Кенеди) са спрени в средата на ноември 2007 г., а на 23 юли 2008 MALÉV обявява анулирането на полетите от Ню Йорк и Торонто; провеждани от началото на 90-те години.
Характерно е, че през по-голяма част от съществуването си MALÉV не поддържа редовни вътрешни линити в самата Унгария.
Непосредствено преди банкрута пет от дестинациите на MALÉV на къси разстояния – до Клуж-Напока, Одеса, Подгорица, Сараево и Търгу Муреш) не се обслужват от други членове на Oneworld.

## Инциденти и аварии
- 23 декември 1954 г. При аварийно кацане край Полна, Чехословакия (сега Чехия) левият колесник на самолет Лизунов Ли-2П (HA-LIF) се срива поради обледяване; всички 33 души на борда оцеляват (един човек е пострадал), но самолетът е бракуван[15]. В същия ден друг самолет на Malév Ли-2П (HA-LII) се приземява по корем край Братронов, Чехословакия (сега Чехия) поради заледяване; всички 19 души на борда оцеляват, но самолетът също е бракуван[16]
- 13 юли 1956 г. Самолет на MALÉV Лизунов Ли-2T (HA-LIG) е отвлечен от седем души, които искат да бъдат отведени в Западна Германия; самолетът каца безопасно във военновъздушната база край Инголщат (ФРГ, Бавария) без жертви сред 20-те пътника и екипажа на борда[17].
- 13 октомври 1956 Самолет на MALÉV Лизунов Ли-2 (HA-LID) е отвлечен скоро след излитане от летище Сомбатхей от четирима въоръжени мъже, които искат да бъдат транспортирани на Запад; при възникналата престрелка от 19 намиращи се на борда един загива, а двама са ранени[18].
- 6 август 1961 г. Самолет на MALÉV Дъглас С-47А (HA-TSA) катастрофира в жилищен район в Будапеща по време на полет за разглеждане на забележителности поради небрежност на екипажа и загуба на контрол. Всички 27 душе на борда и още трима на земята загиват[19]..
- 23 ноември 1962 г. По време на полет на MALÉV самолет Илюшин Ил-18В (HA-MOD), катастрофира на летище Бурже (Париж), вероятно в резултат на отказ на двигателя; всички 21 души на борда загиват[20].
- 17 февруари 1964 г. Самолет на MALÉV VEB 14P (HA-MAH) – произведен в ГДР по съветска лицензия (Ил-14) изгаря при пожар в хангар на летище Ферихед[21].
- 19 ноември 1969 г. Самолет на MALÉV Туполев Ту-134 (HA-LBA) излиза от пистата за кацане на летище Ататюрк (Турция), колесникът сеа счеупва, ранен е навигаторът; други посрадали няма, но самолетът е бракуван[22].
- 28 август 1971 г. По време на полет на MALÉV самолет Илюшин Ил-18В (HA-MOC), катастрофира в морето при подход към летище Копенхаген, загиват 32 пътника, двама оцеляват. Сред загиналите е и Дежьо Сентдьорд, един от най-популярните унгарски асове от Втората световна война, който пилотира Ил-18В по време на катастрофата[23].[24]
- 16 септември 1971 г. По време на полет на MALÉV Airlines самолет Туполев Ту-134 (HA-LBD), катастрофгира в близост до международното летище Бориспол край Киев при лошо време, след два пропуснати подхода, генераторът отказва, което принуждава екипажа да превключи на батерии; Всички 49 на борда загиват[25].
- 15 януари 1975 г. Самолет на MALÉV Илюшин Ил-18В (HA-MOH), в полет без пътници от Източен Берлин до Будапеща се разбива при подход към летище Ферихед, дължащо се на лошо време, липса на видимост[26],
- 30 септември 1975 г. Самолет на MALÉV Туполев Ту-154А по време на полет от Будапеща до Бейрут се разбива близо до ливанската брегова линия. Всички 50 пътници и десет екипажа на борда се предполага, че са загинали. Няма официално съобщение за катастрофата и причината никога не е била оповестена публично[27].[28][29]
- 21 септември 1977 г. При полет на MALÉV Истанбул до Будапеща с междинно кацане в Букурещ самолет Туполев Ту-134 (HA-LBC), се удря в земята, вероятно в резултат на полет при намалена мощност, незабелязано от екипажа. От 53 души на борда, 29 загиват[30].
- 29 март 1989 г. Двама тийнейджъри от Чехословакия, въоръжени с гранати и ловни пушки, отвличат на пражкото летище Прага Рузине унгарски самолет за Амстердам. След като унгарският генерален консул в Прага успява да договори освобождаването на жените и децата, той остава на борда заедно с още 14 заложници, а самолетът успява да кацне във Франкфурт въпреки вървоначалното желания на младежите за летят за САЩ.[31]
- 4 юли 2000 г. При чартърен полет на MALÉV самолет Tу-154 (HA-LCR) каца по корем на летище Солун в Гърция. Екипажът не успява да свали колесника и самолетът се влачи 400 метра на пистата. Самолетът успява да се вдигне отново рязко във въздуха и след няколко кръга екипажът успява да освободи колесника и да кацне нормално. Няма пострадали, но самолетът е бракуван и впоследствие се използва за противопожарни тренировки[32].
- 13 февруари 2009 г. Самолет на MALÉV Bombardier-8 Q400 в полет от Будапеща до Скопие прави аварийно кацане на летище Скопие в Северна Македония. В 16:05 ч. пилотът съобщава за неизправност в двигателя на самолета, докато подхожда за кацане. Приземявануто е успешно и няма пострадали сред 64-те пътници. Инцидентът е потвърден и от ръководството на летище Скопие[33][34].
- 25 юни 2011 г. Самолет на MALÉV Боинг 737 – 800 (HA-LOC) от Будапеща до летище Ираклион (Гърция), претърпява удар на опашката по време на кацане. Никой от 180-те пътници и 7 члена на екипажа не е ранен, но самолетът претърпява сериозни повреди. Инцидентът по-късно се приписва на грешка на пилота[35].

На 27 септември 2007. унгарският политик Дьорд Шилвази, по-късно министър на гражданските разузнавателни служби, в писмо до Роберт Репаси, депутат и член на партията Фидес заяви, че унгарската служба за сигурност (Információs Hivatal and Nemzetbiztonsági Hivatal) e изготвила доклад за катастрофата през 2003 г., в който се посочва, че липсват каквито и да било документи по случая.. Докладът остава строго секретен, поради причини, които не са свързани с катастрофата. Унгарската телевизионна станция Hír TV излъчва документален филм за инцидента. През декември 2008, холандският телевизионен канал NTR излъчва филм за полет 240 на Malév, където се твърди, че има налична фотодокументация за операцията по търсене и спасяване, и че петнадесет неидентифицирани тела са били извадени.